# ジョン・フィン (ミサイル駆逐艦)
|          |                                                                                               |
| 艦歴     |                                                                                               |
| 発注     | 2011年6月15日                                                                                 |
| 起工     | 2013年11月5日                                                                                 |
| 進水     | 2015年3月28日                                                                                 |
| 就役     | 2017年7月15日                                                                                 |
| 退役     |                                                                                               |
| その後   | 就役中                                                                                        |
| 要目     |                                                                                               |
| 排水量   | 9,648 トン                                                                                    |
| 全長     | 155.3 m (509 ft 6in)                                                                          |
| 全幅     | 20.1 m (66 ft)                                                                                |
| 吃水     | 9.4 m (31 ft)                                                                                 |
| 機関     | COGAG方式                                                                                     |
| 機関     | LM 2500-30ガスタービンエンジン (27,000shp) ×4基                                               |
| 機関     | 可変ピッチプロペラ（5翔）×2軸                                                                 |
| 最大速   | 31ノット                                                                                      |
| 航続距離 | 4,400 海里（20ノット時）                                                                      |
| 乗員     | 士官、兵員 380名                                                                              |
| 兵装     | Mk.45 mod.4 5インチ単装砲 ×1基                                                                |
| 兵装     | Mk.38 25mm単装機関砲 ×2基                                                                     |
| 兵装     | Mk.15 20mmCIWS×1基                                                                            |
| 兵装     | M2 12.7mm機銃 ×4挺                                                                            |
| 兵装     | Mk.41 mod.15 VLS ×96セル - SM-2MR SAM - ESSM 短SAM - VLA SUM - トマホーク SLCM などを発射可能 |
| 兵装     | Mk.32 3連装短魚雷発射管×2基                                                                   |
| 艦載機   | MH-60R×2機搭載可能                                                                            |
| C4ISTAR  | AWS B/L 9 (Mk.99 GMFCS×3基)                                                                   |
| C4ISTAR  | AN/SQQ-89A(V)15                                                                               |
| センサ   | AN/SPY-1D(V) 多機能レーダー×4面                                                               |
| センサ   | AN/SPS-67 対水上レーダー×1基                                                                  |
| センサ   | AN/SQS-53C(V)1艦首装備ソナー                                                                  |
| 電子戦   | AN/SLQ-32(V)3 ESM/ECM装置                                                                     |
| 電子戦   | Mk 36 SRBOC デコイ発射機                                                                      |
| モットー | stand fast and fight                                                                          |

ジョン・フィン (英語: USS John Finn, DDG-113) は、アメリカ海軍のアーレイ・バーク級ミサイル駆逐艦の63番艦。イージス艦に分類される。艦名は、太平洋戦争中の真珠湾攻撃で重傷を負いながらも重機関銃で日本海軍機を攻撃し、名誉勲章を授与したジョン・ウィリアム・フィン海軍中尉に因む。

## 艦歴
ジョン・フィンはミシシッピ州パスカグーラのインガルス造船所で建造され、2013年11月5日に退役軍人であるジェームス・G・スタフリディス元海軍大将とその夫人の立会の下に起工され 、2015年3月28日に進水した。2015年5月2日にインガルス造船所内でスタフリディス元海軍大将夫人により命名された。真珠湾攻撃から75周年にあたる2016年12月7日、海軍に引き渡され、2017年2月18日には乗組員が着任し、海上公試を開始。2017年7月15日にハワイ州真珠湾にてハリス太平洋軍司令官の臨席の下、就役した。
2020年11月17日、ハワイ北東海面上の本艦からマーシャル諸島クエジェリン環礁の実験施設から発射された大陸間弾道弾（ICBM）に見立てた飛翔体を、人工衛星システムからの情報に基づきSM-3ブロックⅡA（RIM-161D）で迎撃し、飛翔体を破壊した。
これは、日米共同開発の、全段のロケット直径を21インチ（530mm）に大型化するなどしたSM-3ブロックⅡAにおける、初のICBM模擬標的に対する実射テストで、成功を収めた。
2021年3月10日、「開かれたアジア太平洋」への関与を示す一環として、台湾海峡を通過したと第7艦隊が発表した。
2023年3月4日、バリーと交代する形で横須賀基地へ配備された(第71任務部隊第15駆逐隊に所属)。